# غريغوري إل. فروست
غريغوري إل. فروست (بالإنجليزية: Gregory L. Frost)‏ هو قاضي ومحامي أمريكي، ولد في 17 أبريل 1949 في نيوارك في الولايات المتحدة.